# Aqabah
Aqabah (arabisch العقبة, DMG al-ʿAqaba; auch Al Aqabah, Aqaba oder Al Aqaba genannt) ist ein palästinensisches Dorf im Nordosten des Westjordanlandes, das von der israelischen Zivilverwaltung (der für die Kontrolle des Westjordanlandes zuständigen IDF-Behörde) abgerissen werden soll, da die meisten Gebäude angeblich ohne Genehmigung der israelischen Militärverwaltung errichtet wurden. Umgeben von zwei israelischen Militärstützpunkten und einer „virtuellen Mauer“aus Kontrollpunkten wurden die Verbindungen von Al-Aqaba zu den Nachbargemeinden, den Märkten und dem Jordantal nach und nach gekappt: Seit 1967 ist die Bevölkerung von Al-Aqaba um 85 % zurückgegangen, von rund 2.000 auf heute 300. Viele Bewohner von al-Aqaba leben zwar nicht mehr im Dorf selbst, hoffen aber immer noch, auf ihr Land zurückzukehren, und schicken ihre Kinder weiterhin in die örtliche Schule.
Das Dorf liegt im Gebiet C des Westjordanlandes am Rande des Jordantals und steht unter vollständiger israelischer Militärkontrolle und Zivilgerichtsbarkeit.
Die israelische Zivilverwaltung hat bisher 39 Abrissverfügungen gegen die Häuser und Strukturen des Dorfes erlassen, darunter das medizinische Zentrum, ein international finanzierter Kindergarten, die Häuser und die Dorfmoschee.
Eine Petition an den Obersten Gerichtshof Israels, in der das Gericht aufgefordert wurde, die Abrissverfügungen auf der Grundlage eines bestehenden Flächennutzungsplans aufzuheben, wurde am 17. April 2008 abgelehnt.
Die Dorfbewohner, angeführt von Bürgermeister Haj Sami Sadeq, haben in Zusammenarbeit mit mehreren israelischen und amerikanischen Menschenrechtsorganisationen eine lokale und internationale Kampagne zur Rettung des Dorfes gestartet. Im Rahmen dieser Kampagne wurden israelische und ausländische Diplomaten zu einem Besuch nach Aqabah eingeladen, Lobbyarbeit beim Nahost-Quartett geleistet und um dessen Eingreifen gebeten sowie eine Vortragsreise in die USA durchgeführt, an der Bürgermeister Sadeq und der bekannte israelische Architekt Shmuel Groag teilnahmen.
Ziel der Kampagne ist es, die israelischen Behörden zu ermutigen, die Flächennutzungspläne zu genehmigen und das Dorf bestehen zu lassen.

## Geschichte

### Byzantinische Zeit
Aqabah wird in der mosaischen Inschrift von Reḥob aus dem 6. bis 7. Jahrhundert unter dem Namen 'Iqabin (איקבין) erwähnt, da es sich um einen Ort handelt, der hauptsächlich von Nicht-Juden bewohnt wurde und daher die landwirtschaftlichen Erzeugnisse aus diesem Gebiet von den Juden ohne die üblichen Beschränkungen, die während der Sabbatjahre auferlegt wurden, oder die Notwendigkeit des Zehnten genommen werden konnten.

### Israelische Besatzung (1967- )
Nach dem Sechstagekrieg von 1967 war Aqabah 36 Jahre lang Standort eines israelischen Militärlagers, und das Gebiet wurde zur geschlossenen Militärzone erklärt, in der nur 4 Steinhäuser aus der Zeit vor 1967 von der Besatzungsmacht als „legal“ angesehen werden. Weitere 70 Häuser, die seither ohne israelische Genehmigungen gebaut wurden, die in als Militärzonen ausgewiesenen Gebieten nicht erteilt werden können, sind zum Abriss vorgesehen. Die IDF führten in dem Dorf Schießübungen durch, bei denen 8 Dorfbewohner starben und mehr als 50 verletzt wurden.
Haj Sami Sadeq, Bürgermeister von Aqabah, ist eines der Opfer dieser Trainingsübungen. Er ist lebenslang gelähmt, nachdem er als 16-Jähriger bei der Arbeit auf seinen Feldern von drei Kugeln getroffen wurde.
Darüber hinaus enteignete das israelische Militär nach Angaben des UN-Büros für die Koordinierung humanitärer Angelegenheiten auch große Flächen von privat eingetragenem Land.
Am 27. Juni 2001 gewann Aqabah einen Rechtsstreit vor dem israelischen Obersten Gerichtshof (OGH), der der Armee empfahl, ihr Militärlager von den Ländereien des Dorfes zu entfernen und einen anderen Standort zu finden.
Zwei Jahre später kam das israelische Militär dem Gerichtsbeschluss nach, und im Juni 2003 wurde das Militärlager schließlich aus dem Dorf entfernt. Israel hat sich geweigert, das Dorf an das Wassernetz anzuschließen, und die Versorgung muss gekauft und per LKW herbeigeschafft werden. Nachdem das Haus von Rashid Dabak im August 2015 mit einem Bulldozer zerstört worden war, sagte er: „Das Problem mit den Israelis ist, dass sie an einem schwachen Sinn für Humanismus leiden.“

## Ausländische Investitionen und Hilfe
Die Dorfbewohner leben in erster Linie von der Landwirtschaft und der Weidewirtschaft mit einer Viehherde von insgesamt rund 800 Tieren. In Anerkennung der Tatsache, dass die Bewohner von Aqabah einen klaren Rechtsanspruch auf etwa 3.500 Dunam registriertes Land (Tabo) haben, haben Israels Verbündete, die Vereinten Nationen und mehrere internationale Organisationen viel in das Dorf investiert: USAID half beim Bau der Straße, die britische Regierung baute die medizinische Klinik, und die japanische Botschaft stellte Mittel für einen Wassertank zur Verfügung.
Im Jahr 2004 initiierte die amerikanische gemeinnützige Organisation The Rebuilding Alliance den Bau eines großen, modernen Kindergartens und einer Unterstufenschule. Aqabah wurde als Standort für den Kindergarten ausgewählt, weil der Sieg des Obersten Gerichtshofs gegen die IDF zu garantieren schien, dass die Stadt von der israelischen Regierung rechtlich anerkannt und nicht abgerissen würde.
In einem gemeinsamen Projekt haben die japanische, die belgische und die norwegische Botschaft dazu beigetragen, den Kindergarten um ein zweites Stockwerk zu erweitern.
Als einziger Kindergarten in der gesamten Region betreut der Aqabah-Kindergarten heute mehr als 130 Kindergartenkinder und 70 Grundschulkinder in der Region.
Das Entwicklungsprogramm der Vereinten Nationen, CARE International, die dänische Botschaft und die Niederlande haben ebenfalls Mittel in den Bau und die Instandhaltung von Strukturen in dem Dorf investiert.

## Drohungen und Zerstörungshandlungen
Aqabah liegt im Gebiet C des Westjordanlandes und unterliegt der israelischen Zivilverwaltung, die für die Zoneneinteilung zuständig ist.
Im Jahr 1998 beantragte der Dorfrat bei der israelischen Zivilverwaltung einen Masterplan, der es dem Dorf ermöglichen würde, Baugenehmigungen zu erhalten, aber die Zivilverwaltung hat nie auf den Antrag geantwortet. Infolgedessen gab es in Aqabah keinen anderen Flächennutzungsplan als den, den die Briten 1945, also vor mehr als sechzig Jahren, erstellt hatten.
Die linke israelische Organisation Gush Shalom erklärt, dass die Zivilverwaltung trotz des Bevölkerungswachstums und der sich ändernden Bedürfnisse der Dorfbewohner deren Bedürfnisse ignorierte und sie gegen ihren Willen zu „Gesetzesbrechern“ machte.
Nach Angaben von Bürgermeister Sadeq wurden 600 Einwohner gezwungen, das Dorf aufgrund der israelischen Expansions- und Annexionspolitik zu verlassen, und nur 300 Einwohner sind geblieben.
Im Jahr 2003 begann die israelische Zivilverwaltung damit, Abrissverfügungen gegen die Dorfstrukturen zu erlassen, wobei sie sich auf „fehlende Baugenehmigungen“ berief und die wiederholten Versuche des Dorfes, einen Flächennutzungsplan genehmigen zu lassen, ignorierte.
Von der Zivilverwaltung entsandte Bulldozer erreichten das Dorf und zerstörten zwei Häuser. Nach der Intervention des amerikanischen Konsulats wurden die Abrissarbeiten gestoppt. Die Zivilverwaltung erließ jedoch weiterhin Abrissbefehle, um ihren Plan, das Dorf zu zerstören und es in ein „geschlossenes Militärgebiet“ umzuwandeln, voranzutreiben.
Bürgermeister Sadeq und Gush Shalom argumentieren, dass der israelische Plan darauf abzielt, weitere 805 Dunam des Dorfes zu annektieren und das Dorf gemäß dem Plan der Zivilverwaltung umzugestalten. Nach diesem Plan beabsichtigt die Armee, alle Häuser außerhalb der neuen Dorfgrenze abzureißen und diese Familien in die neuen Grenzen des Dorfes umzusiedeln, nachdem es den größten Teil seines Landes verloren hat.
Wenn der Plan der Zivilverwaltung vollständig umgesetzt wird und die Armee die meisten Häuser abreißt, werden nur noch sechs Häuser innerhalb der neuen Grenze verbleiben, und das Dorf wird praktisch zerstört sein.
Im Dezember 2008 waren 39 der Dorfstrukturen – praktisch das gesamte Dorf – zum Abriss freigegeben worden.

### Abgelehnte Petition beim Obersten Gerichtshof
Mit Hilfe der Rebuilding Alliance beauftragte das Dorf einen israelischen Anwalt, beim Obersten Gerichtshof Israels die Aufhebung der Abrissverfügungen und die Aufstellung eines Flächennutzungsplans zu beantragen, der den Bedürfnissen der Bevölkerung gerecht wird.
Die Petition wurde im Januar 2004 eingereicht, und das Gericht erließ eine einstweilige Verfügung, mit der weitere Abrisse bis zum Ausgang des Verfahrens ausgesetzt wurden.
Am 17. April 2008 wurde der Fall nach vierjährigen Verhandlungen endlich vor dem Obersten Gerichtshof verhandelt, der als High Court of Justice (HCJ) fungiert. Keiner der Dorfbewohner durfte an der Anhörung vor dem Obersten Gerichtshof in Jerusalem teilnehmen.
In der mündlichen Verhandlung erklärte Rechtsanwalt Tusya-Cohen, dass es die Pflicht des Staates sei, ein Expertenteam einzusetzen, um einen aktuellen Masterplan zu erstellen, nach dem Baugenehmigungen hätten erteilt werden können – und nicht an einem völlig veralteten Plan festzuhalten, der seit Jahrzehnten überholt ist und den Gegebenheiten vor Ort überhaupt nicht gerecht wird und seine Mandanten gegen ihren Willen zu „Gesetzesbrechern“ macht.
Noch am Tag der Anhörung erließ der Oberste Gerichtshof einen einseitigen Beschluss, mit dem die Anträge abgelehnt und der Abriss aller Gebäude genehmigt wurde. Die Richter Edmond Levy, Miriam Naor und Yoram Danziger schrieben:

Was die Abrissverfügungen selbst betrifft, so haben die Petenten keinen wirklichen Grund, eine Verfügung zu erlassen und Rechtsmittel einzulegen. Selbst wenn die Planungsbehörden durch Unterlassung fahrlässig gehandelt haben sollten, was wir nicht behaupten, ist dies kein Freibrief für chaotisches Bauen und das Schaffen von Tatsachen, die jede künftige Planung behindern können. Darüber hinaus würde die Aufhebung der Abrissverfügungen – wie von den Petenten gefordert – bedeuten, dass das Gericht die [Bau-]Verstöße genehmigt, und es ist offensichtlich, dass die Petenten ein solches Rechtsmittel nicht erlangen können.

Abschließend genehmigten die Richter den Abriss des gesamten Dorfes. Sie fügten jedoch hinzu, dass sie den Vorschlag der Zivilverwaltung „anerkennen“, der vorsieht, mehrere öffentliche Gebäude stehen zu lassen, aber die meisten Häuser des Dorfes abzureißen.

### Antwort auf die Entscheidung des High Court

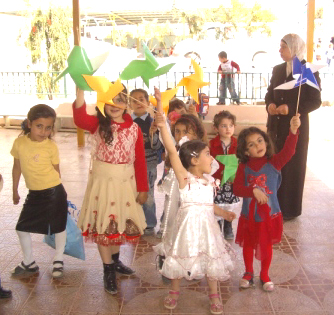
Kinder eines Kindergartens, der abgerissen werden soll, halten „Windrädchen für den Frieden“.

Die Bewohner von Aqabah, der Bürgermeister Haj Sami Sadeq sowie israelische und amerikanische Menschenrechtsorganisationen sind entschlossen, weiter für die Rettung des Dorfes zu kämpfen.
In einem Protestbrief an den israelischen Verteidigungsminister Ehud Barak schrieb der israelische Friedensblock Gush Shalom: „Wer einen solch barbarischen Befehl unterzeichnet und Soldaten schickt, um Kinder in einem kleinen, ruhigen Dorf zu terrorisieren, in dem nur wenige hundert Familien leben, beweist die Nichtigkeit der Friedensreden und feierlichen Konferenzen der Regierung.“
Die Rebuilding Alliance und Gush Shalom weisen darauf hin, dass die Entscheidung des Obersten Gerichtshofs schwerwiegende Mängel aufweist, da sie auf schwerwiegenden Falschdarstellungen und der Auslassung von Fakten beruht. Wie Dokumente des UN-Büros für die Koordinierung humanitärer Angelegenheiten belegen, hat der Dorfrat 1998 einen Masterplan eingereicht.
Die Behauptung, es gäbe keinen Masterplan, ist also sachlich falsch. Hätte die Zivilverwaltung ihn genehmigt oder sich in irgendeiner Weise mit ihm befasst, hätten die Dorfbewohner Baugenehmigungen erhalten können. Darüber hinaus gab das Dorf 2006 einen weiteren umfassenden Flächennutzungsplan in Auftrag, der von dem Architekten Jamal Juma erstellt wurde, den die israelische Zivilverwaltung jedoch ignorierte.
In seiner Entscheidung ignorierte der israelische Oberste Gerichtshof die Existenz dieser Pläne und stellte die Dorfbewohner fälschlicherweise als „Gesetzesbrecher“ und „chaotische Bauherren“ dar, die keinen Respekt vor der Rechtsstaatlichkeit haben.
Darüber hinaus überprüfte die israelische Nichtregierungsorganisation BIMKOM (Israeli Planners for Planning Rights) im April 2008 den Flächennutzungsplan des Dorfes, um sicherzustellen, dass er den israelischen Standards entspricht. Der Architekt Shmuel Groag, Mitbegründer von BIMKOM und Experte für Stadtplanung, überprüfte und überarbeitete den Plan und empfahl seine Genehmigung. Im September 2008 erklärte Herr Groag bei einem Auftritt vor Kongressabgeordneten auf dem Capitol Hill: „Das Dorf Al Aqabah hat einen klaren Anspruch auf sein Land, kennt seine eigenen Bedürfnisse und sollte das gleiche Recht auf Anerkennung und einen Masterplan haben wie jede andere Stadt in der modernen Welt. Dennoch verweigert die israelische Armee routinemäßig Baugenehmigungen für Palästinenser im Gebiet C ohne Rücksicht auf die palästinensischen Bedürfnisse - während jüdische Siedlungen im Gebiet C ohne Rücksicht auf das Völkerrecht expandieren.“
Die Gründerin der Rebuilding Alliance, Donna Baranski-Walker, wies in einer Pressemitteilung darauf hin, dass das Dorf nie ein Sicherheitsproblem darstellte und es keinen Grund für den Abriss der Häuser gibt. Die Abrissverfügungen sollten ausgesetzt werden, bis der Flächennutzungsplan der BIMKOM genehmigt ist.
Dieses Vorgehen folgt einem Präzedenzfall, der im Fall des palästinensischen Dorfes Wallaje im Süden Jerusalems geschaffen wurde, das ebenfalls in Erwartung der Genehmigung eines Flächennutzungsplans gerettet wurde. Die Familien von Aqabah, der Bürgermeister, BIMKOM und Gush Shalom haben die Umsetzung eines ähnlichen Plans im Fall von Aqabah gefordert und die israelischen Behörden dringend gebeten, die Zerstörung des Dorfes zu vermeiden.